# Thietmar al Saxoniei răsăritene
Thietmar (al IV-lea) (n. cca. 990; d. 10 ianuarie 1030) a fost conte de Schwabengau și Nordthüringau începând cu 1010 și margraf al Saxoniei răsăritene de la 1015 până la moarte.
Thietmar a fost fiul și succesorul margrafului Gero al II-lea al Saxoniei răsăritene, iar mama sa se numea Adelaida.
În 1028, Marca Saxonă de Răsărit, alături de celelalte mărci orientale ale Ducatului de Saxonia a fost ținta atacului regelui Mieszko al II-lea al Poloniei. Împăratul Conrad al II-lea s-a deplasat rapid în regiune pentru a-i asedia pe poloni în Bautzen, în vreme ce Bretislau, fiul lui Oldrich de Boemia, a invadat și cucerit Moravia, care fusese pierdută de Regatul Boemiei încă din 1003. Cu toate acestea, Conrad a eșuiat în tentativa de a cuceri Bautzen (1029) și a revenit în regiunea Rinului pe perioada iernii, lăsând concuerea apărării în mâinile lui Dietrich al II-lea de Wettin și ale lui Thietmar, care a murit însă la începutul lui ianuarie. La moartea sa, Mieszko a atacat și distrus câteva sute de sate germane, drept pentru care marca de răsărit a fost pierdută.
Thietmar a fosr înmormântat în Helmarshausen. Thietmar a fost urmat de către fiul său Odo al II-lea. El a mai lăsat o fiică, Oda, care se va căsători cu Wilhelm al III-lea de Weimar, iar apoi cu Dedi al II-lea de Wettin, care i-a succedat lui Odo.